# Hypometalla mimetata
Hypometalla mimetata là một loài bướm đêm trong họ Geometridae.